# 38. Międzynarodowy Festiwal Filmowy w Cannes

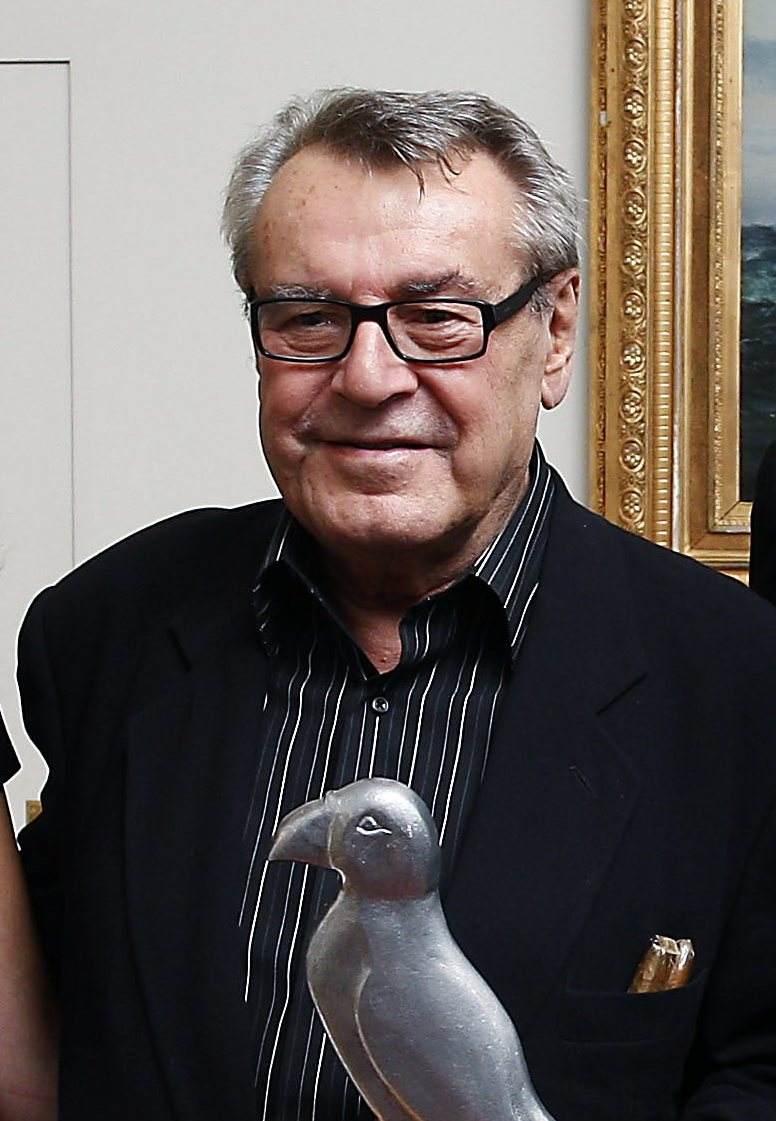
Miloš Forman, przewodniczący jury podczas 38 MFF w Cannes

38. Międzynarodowy Festiwal Filmowy w Cannes odbył się w dniach 8–20 maja 1985 roku. Imprezę otworzył pokaz amerykańskiego filmu Świadek w reżyserii Petera Weira.
Jury pod przewodnictwem czeskiego reżysera Miloša Formana przyznało nagrodę główną festiwalu, Złotą Palmę, jugosłowiańskiemu filmowi Ojciec w podróży służbowej w reżyserii Emira Kusturicy. Drugą nagrodę w konkursie głównym, Grand Prix, przyznano amerykańskiemu filmowi Ptasiek w reżyserii Alana Parkera.

## Jury Konkursu Głównego
- Miloš Forman, czeski reżyser − przewodniczący jury[3]
- Néstor Almendros, hiszpański operator filmowy
- Jorge Amado, brazylijski pisarz
- Mauro Bolognini, włoski reżyser
- Claude Imbert, francuski dziennikarz
- Sarah Miles, brytyjska aktorka
- Michel Perez, francuski krytyk filmowy
- Mo Rothman, kierownik wytwórni Columbia Pictures
- Francis Veber, francuski reżyser
- Edwin Zbonek, austriacki reżyser

## Filmy na otwarcie i zamknięcie festiwalu
|             | Tytuł           | Reżyseria    | Kraj              |
| ----------- | --------------- | ------------ | ----------------- |
| Otwierający | Świadek         | Peter Weir   | Stany Zjednoczone |
| Zamykający  | Szmaragdowy las | John Boorman | Wielka Brytania   |